# Bahnbetriebswerk Itzehoe
Koordinaten: 53° 55′ 35,4″ N, 9° 30′ 31,1″ O

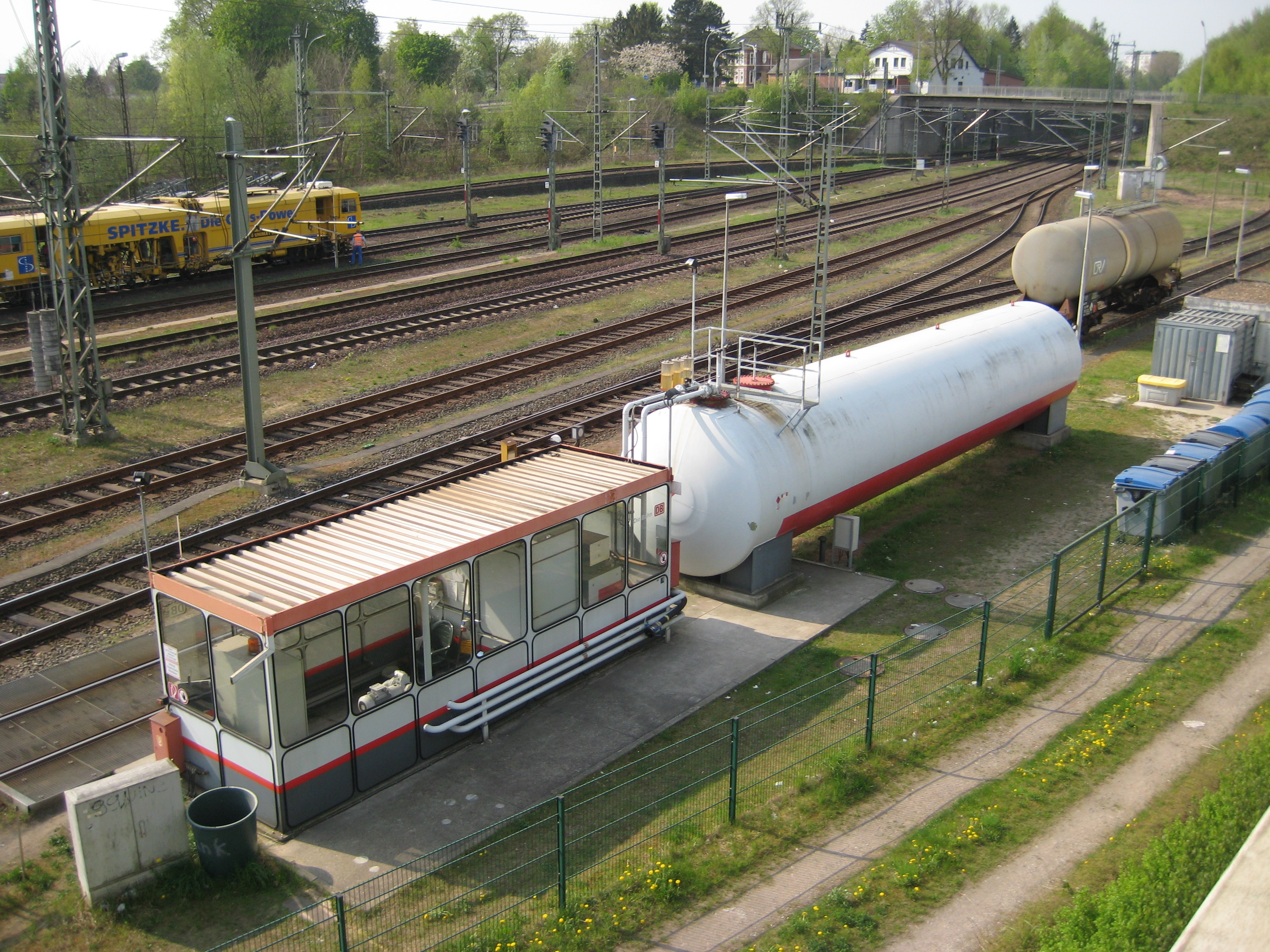
Die ehemalige Tankanlage im Jahr 2011

Das Bahnbetriebswerk Itzehoe (Kurzform: Bw Itzehoe) entstand etwa 1890 im Norden des neuen Bahnhofs Itzehoe, nachdem Itzehoe seit 1857 auf der Schiene von Glückstadt erreicht werden konnte und die Strecke bis 1878 nach Heide verlängert worden war. 1889 war die Nebenbahn Itzehoe–Kellinghusen–Wrist eröffnet worden.
Zu den Anlagen im Bahnbetriebswerk gehörten unter anderem eine Drehscheibe, ein Ringlokschuppen und ein Wasserturm. Die Lokomotiven erbrachten Leistungen in erster Linie auf der Marschbahn sowie auf den Nebenbahnen nach Wrist, Brunsbüttelkoog Nord und Brunsbüttelkoog Süd. Zur Verfügung standen unter anderem Loks der Baureihe 38, Baureihe 55, Baureihe 57, Baureihe 74 und Baureihe 91.
Der Bestand an der Baureihe 38 schrumpfte in der Zeit des Zweiten Weltkriegs. Dafür bekam das Bw Itzehoe Lokomotiven der Baureihe 50, und die Anzahl an Loks der Baureihe 57 nahm zu. Das Zuständigkeitsgebiet änderte sich kaum. Nach Kriegsende zog man die Baureihe 50 wieder ab und ersetzte diese durch Loks der Baureihe 56.2.
Ein kurzes Gastspiel gab hier auch die Baureihe 64.
Das Bw Itzehoe wurde als selbstständige Dienststelle im Oktober 1959 aufgelöst. Die Lokomotiven und deren Leistungen gingen zum Bw Husum und Bw Neumünster über. Als Außenstelle für diese Betriebswerke blieben die Anlagen in Betrieb. Ende der 1970er und Anfang der 1980er Jahre wurden diese Anlagen abgerissen.
Man errichtete eine Tankanlage für Dieseltriebfahrzeuge und Abstellgleise, wo sich einst das Bw befand. Im Juli 2017 war die Tankanlage nicht mehr vorhanden.

## Übersicht der beheimateten Triebfahrzeuge
- Baureihe 38
- Baureihe 50
- Baureihe 55
- Baureihe 57
- DR-Baureihe 64
- Baureihe 74
- DR-Baureihe 86
- Baureihe 89
- Baureihe 91